# Motociclismo de velocidad

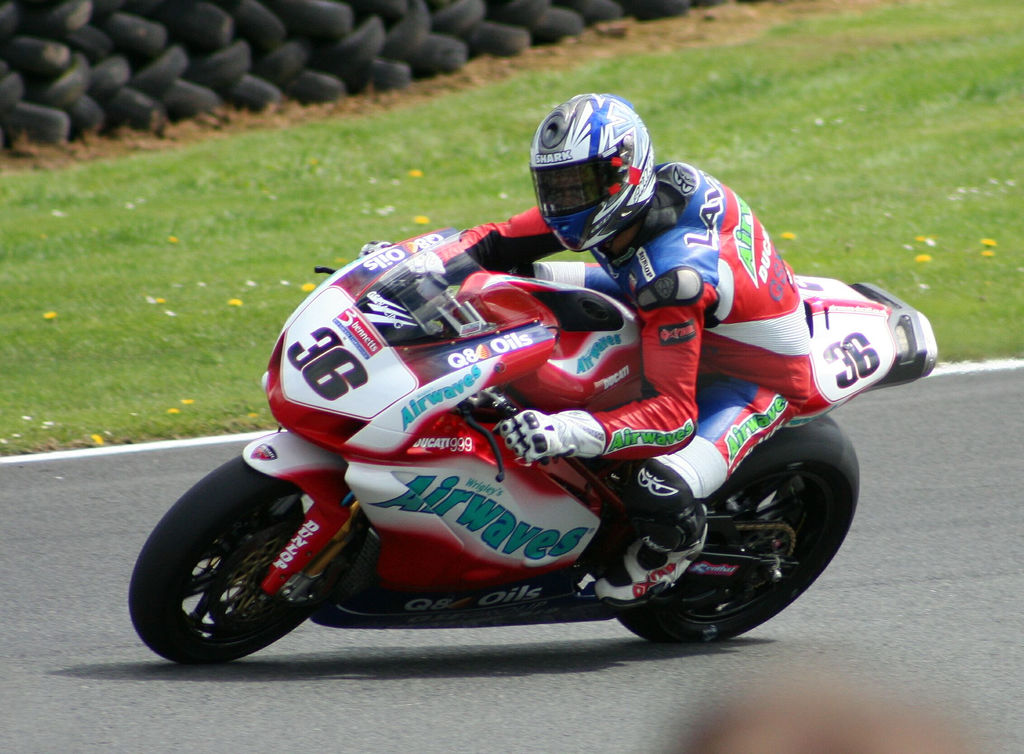
Superbikes, una categoría motociclismo de velocidad.

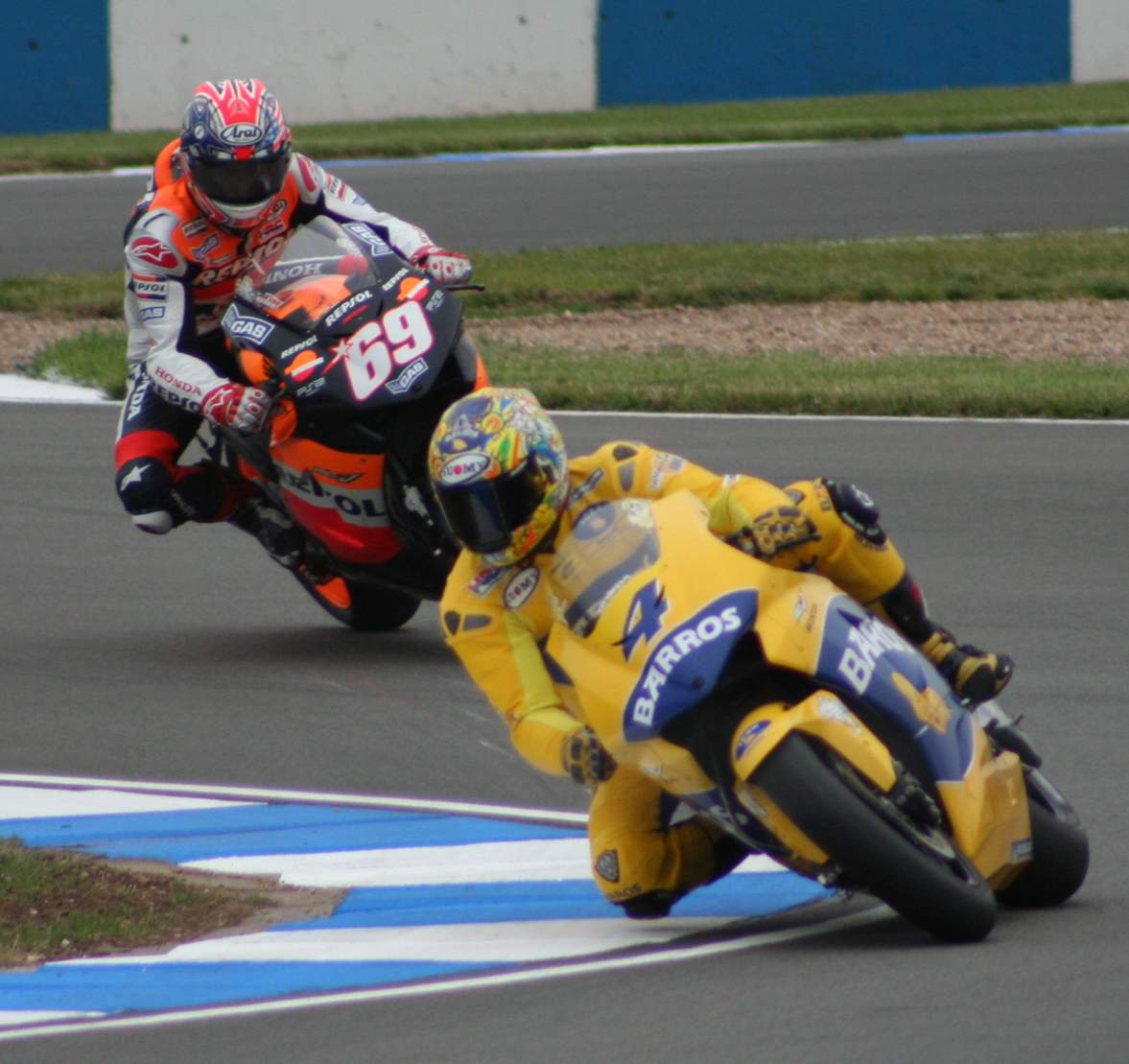
MotoGP, Gran Premio de Motociclismo.

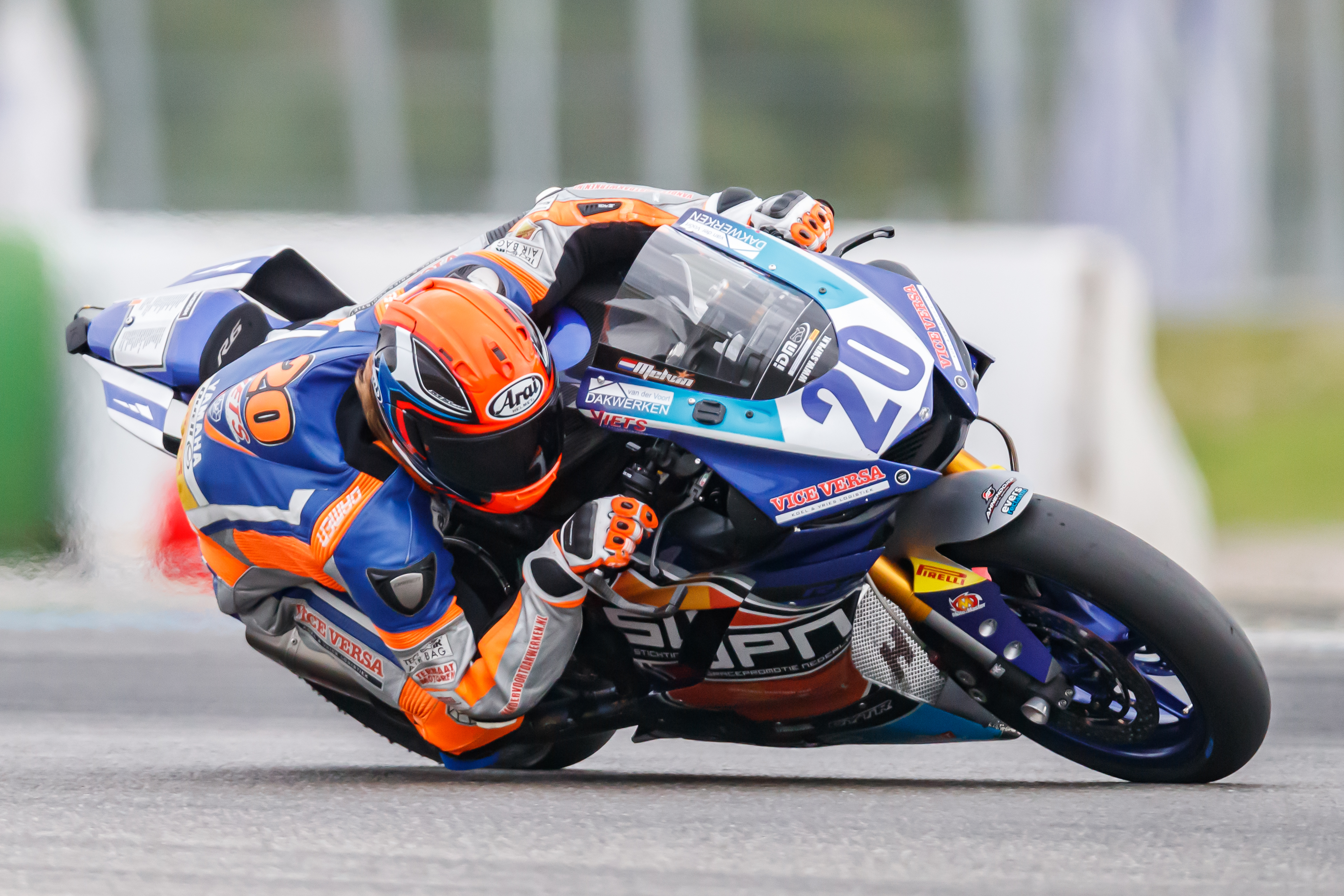
El piloto Melvin van der Voort durante una curva.

El motociclismo de velocidad es una modalidad deportiva del motociclismo disputada en circuitos de carreras, pistas o rutas pavimentadas, cuyo objetivo suele ser el recorrer una determinada distancia en el menor tiempo posible, o la mayor distancia en una cantidad de tiempo específica, aunque puede haber otras modalidades. La distancia mínima a recorrer suele ser 401 m, para el caso de arrancones, y a partir de allí a distancias mayores, por lo que normalmente para competencias más largas se utilizan circuitos con una o más vueltas para completar la prueba de que se trate.

## Características de motocicletas de velocidad
Las motocicletas que se usan dependen de las reglas que cada carrera permita. Por lo que pueden ser prototipos, es decir desarrolladas específicamente para competición, o derivadas de modelos de serie (en general motocicletas deportivas) con modificaciones para aumentar las prestaciones.
Las motocicletas deben presentar una serie de características como son la estabilidad, la alta velocidad (tanto en recta como en paso por curva), alta aceleración, gran frenada, fácil maniobrabilidad, baja resistencia al aire y bajo peso.

## Características de las carreras de velocidad
Las carreras de esta modalidad normalmente constan de uno o dos días de entrenamientos formados por varias sesiones (libres y oficiales) en las que los pilotos intentan dar una vuelta al circuito lo más rápido posible, la cual determinará su posición en la parrilla de salida de la carrera propiamente dicha.
Tras la vuelta de calentamiento, se forma la parrilla de salida, y la carrera empieza cuando se apaga el semáforo rojo. Los pilotos deben girar un número determinado de vueltas al circuito, o bien girar la mayor cantidad de vueltas en un tiempo determinado. La carrera finaliza con la tradicional bandera a cuadros.
Dentro de un mismo evento puede haber distintas carreras dependiendo del tipo de motocicleta y de sus cilindradas, y en algunos de ellos se disputan varias mangas para cada categoría.

## Historia
- Las primeras carreras.(1894-1906)
- La primera carrera en circuito, el circuito de las Ardenas y la copa Internacional.
- Nacimiento del primer Tourist Trophy en 1907.
- El resurgimiento de las competiciones después de la Primera Guerra Mundial.(1919)
- El primer GP de la UMF y Bélgica
- El primer Gran Premio de Suiza, las Naciones Unidas y el Úlster.(1922-1923)
- El FICM crea el Gran Premio de Europa FICM.(1924 1924), donde cada año,se designará a un país de su domicilio Gran Premio de la prueba más importante de la temporada.Los ganadores en las diferentes categorías de esta prueba será designado campeón de Europa en el año.
- La posguerra para los Campeonatos del Mundo.(1945-1948)
- 1949 Creación del Campeonato Mundial de Motociclismo de velocidad (F.I.M)[1]

Entre otras carreras de motociclismo internacionales de velocidad destaca la carrera de mayor tradición, ya que se disputa en Gran Bretaña, en la Isla de Man, desde 1907. Esta carrera se efectúa cada año en un circuito rutero, siendo conocida como el TT Isla de Man. En esta carrera han destacado pilotos como Joey Dunlop, Steve Hislop, David Jefferies, Giacomo Agostini y John McGuiness  entre otros.

## Campeonato Mundial de motociclismo de Velocidad
El campeonato de velocidad de pista, no rutero, más reconocido y veloz de la actualidad es el Mundial de Motociclismo de Velocidad, cuya primera carrera fue en 1949. Las categorías en las que se dividió dependían de la cilindrada de sus motores: 125, 250, 350 y 500 cc. Posteriormente se añadieron las categorías de 50 cc, luego sustituida por la de 80 cc. Esa división y la de 350 cc se eliminaron en 1989 y 1982 respectivamente. En 2002, la clase de 500 cc fue sustituida por la MotoGP, en la que se utilizan motores de cuatro tiempos (inicialmente de 990 cc, y desde 2007 hasta 800 cc). En 2010, la división de 250 cc tuvo una reforma similar al transformarse en Moto2, como motores de cuatro tiempos y una cilindrada de 600 cc.
En la historia de ese mundial ha habido muchos grandes pilotos, como Mike Hailwood, Giacomo Agostini, Ángel Nieto, Santiago Herrero, Carlo Ubbiali, Barry Sheene, etc. Durante los años ochenta este campeonato vivió su época más gloriosa en la categoría reina (500 cc) con pilotos como Wayne Rainey, Kenny Roberts, Wayne Gardner, Kevin Schwantz, Eddie Lawson, Randy Mamola, Freddie Spencer y Mick Doohan y ya en el siglo XXI, los ídolos han sido Valentino Rossi, Jorge Lorenzo o Marc Márquez.

## Otros campeonatos internacionales
El Campeonato Mundial de Superbikes (WSBK) se disputa desde 1988 con motocicletas de serie de gran cilindrada: entre 850 y 1.200 cc para 2 cilindros, y de 750 a 1.000 cc con 4 cilindros. Algunos pilotos que han triunfado en este certamen son Fred Merkel, Doug Polen, Carl Fogarty, Troy Bayliss, James Toseland. A diferencia del Mundial de Motociclismo de Velocidad, las carreras del Mundial de Superbikes se celebran a dos mangas. Otras categorías que suelen disputarse como teloneras de las Superbikes son las Supersport y las Superstock, también de alta cilindrada.
Además de las categorías de motociclismo de velocidad citadas, otra con menor difusión son los sidecar, que comenzaron disputándose junto con el Mundial de Motociclismo de Velocidad y más tarde lo hicieron con el Mundial de Superbikes. También se disputan otras carreras de motociclismo de velocidad, como los campeonatos nacionales y regionales de velocidad, copas de promoción y también carreras de resistencia.

## Marcas de fabricantes para motociclismo de velocidad
| - Aprilia (Italia) - Benelli (Italia) - BMW (Alemania) - Bultaco (España) - Cagiva (Italia) - Derbi (España) - Ducati (Italia) - FTR Moto (Gran Bretaña) - Garelli (Italia) | - Gilera (Italia) - Honda (Japón) - Kawasaki (Japón) - Kalex (Alemania) - KTM (Austria) - Kobas (España) - Harley Davidson (USA) - Hyosung (Corea) - OSSA (España) | - Suzuki (Japón) - Montesa (España) - Moto Guzzi (Italia) - Mondial (Italia) - Morbidelli (Italia) - MV Agusta (Italia) - Speed Up (Italia) - Triumph (Gran Bretaña) - Yamaha (Japón) |

Fuente: